# Imanol Agirretxe
Imanol Agirretxe Arruti, född 24 februari 1987, är en spansk fotbollsspelare (anfallare) som spelar för Real Sociedad.
Den 22 september 2015 gjorde Agirretxe ett hattrick i en 3–0-vinst över Granada.